# Mănăștur
Mănăștur est un quartier de Cluj-Napoca situé au sud-ouest du centre-ville.

## Localisation et histoire

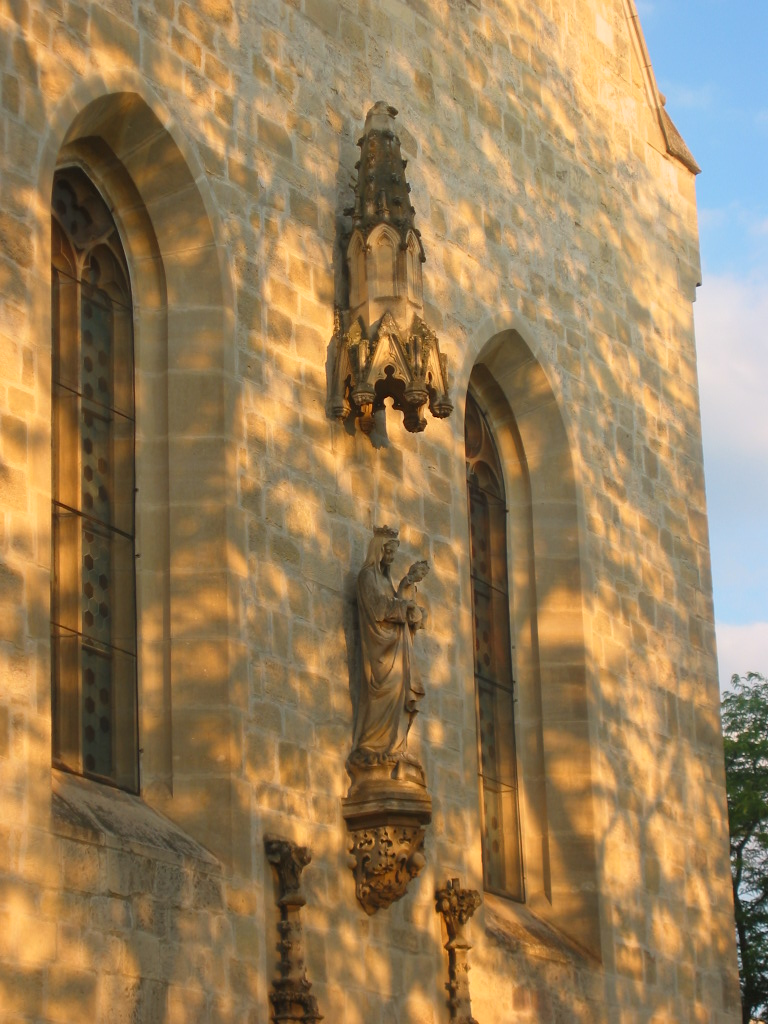
L'Église Calvaria

## Situation et accès
Les rues les plus importantes sont :
- Calea Mănăștur, qui relie le centre de Cluj (ro) au quartier de Mănăștur et continue avec Calea Floresti, en direction d'Oradea
- Rue Almasului (anciennement « Lingurarilor ») et rue Primăverii (anciennement « Mareșal Ion Antonescu »)

## Origine du nom
La localité de « Cluj-Mănăștur » s'est formée autour de l'abbaye bénédictine « Monasterium Beatae Mariae de Clus » d'où son nom

## Historique
L'actuel quartier Mănăștur se trouve sur l'emplacement d'un ancien village du même nom, mentionné la première fois en 1063. Le village fut construit autour d'une abbaye bénédictine dont il reste encore l'Église Calvaria. En 1890, à Mănăștur il y avait 3 099 habitants, dont 1 569 Hongrois, 1.489 Roumains, 16 Allemands, etc. Le village intégra la ville de Cluj-Napoca au début du XXe siècle. De 1940 à 1944, au cours de l'occupation hongroise de la Transylvanie, la frontière entre la Hongrie et le Royaume de Roumanie se trouvait à 1 km au sud de Mănăștur. En connaissant bien la région, les habitants de Mănăștur ont aidé de nombreux juifs clujois à échapper à la terreur en passant la frontière.
Entre 1965 et 1989 les maisons de Mănăștur ont été démolies pour faire place aux habitations à loyer modéré. Les plans du quartier ont été conçus par un groupe d'architectes nord-coréens. Les autorités communistes ont peuplé le nouveau quartier avec des gens provenant de plusieurs zones rurales du județ de Cluj et d'ailleurs. Au cours des dernières années du régime communiste et surtout après la chute de celui-ci, la plupart des habitants ont acheté les appartements qu'ils occupaient. Comptant environ 100 000 habitants, au début du XXIe siècle Mănăștur est le plus peuplé quartier de Cluj-Napoca.
Depuis 2004 le quartier est en cours d'être modernisé tant sur le plan administratif (établissement d'une mairie de quartier située 10, Str. Ion Meșter) que sur le plan des infrastructures (transport, parkings, espaces verts) et des habitations (rénovation des immeubles).

## Bâtiments remarquables et lieux de mémoire
- L'Église Calvaria
- S4 de la rue Primăverii, plus grand HLM construit en Roumanie

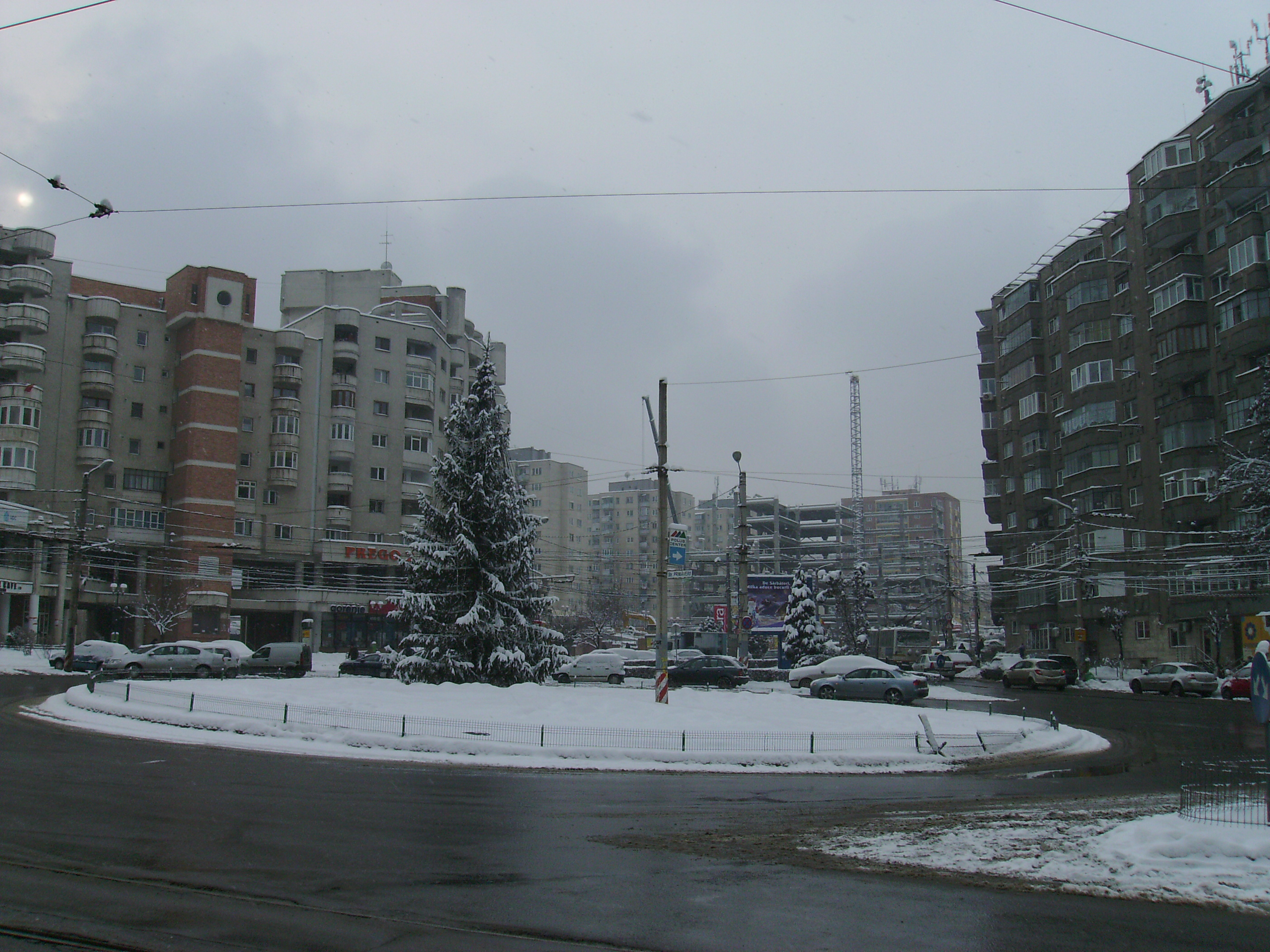
Le quartier sous la neige
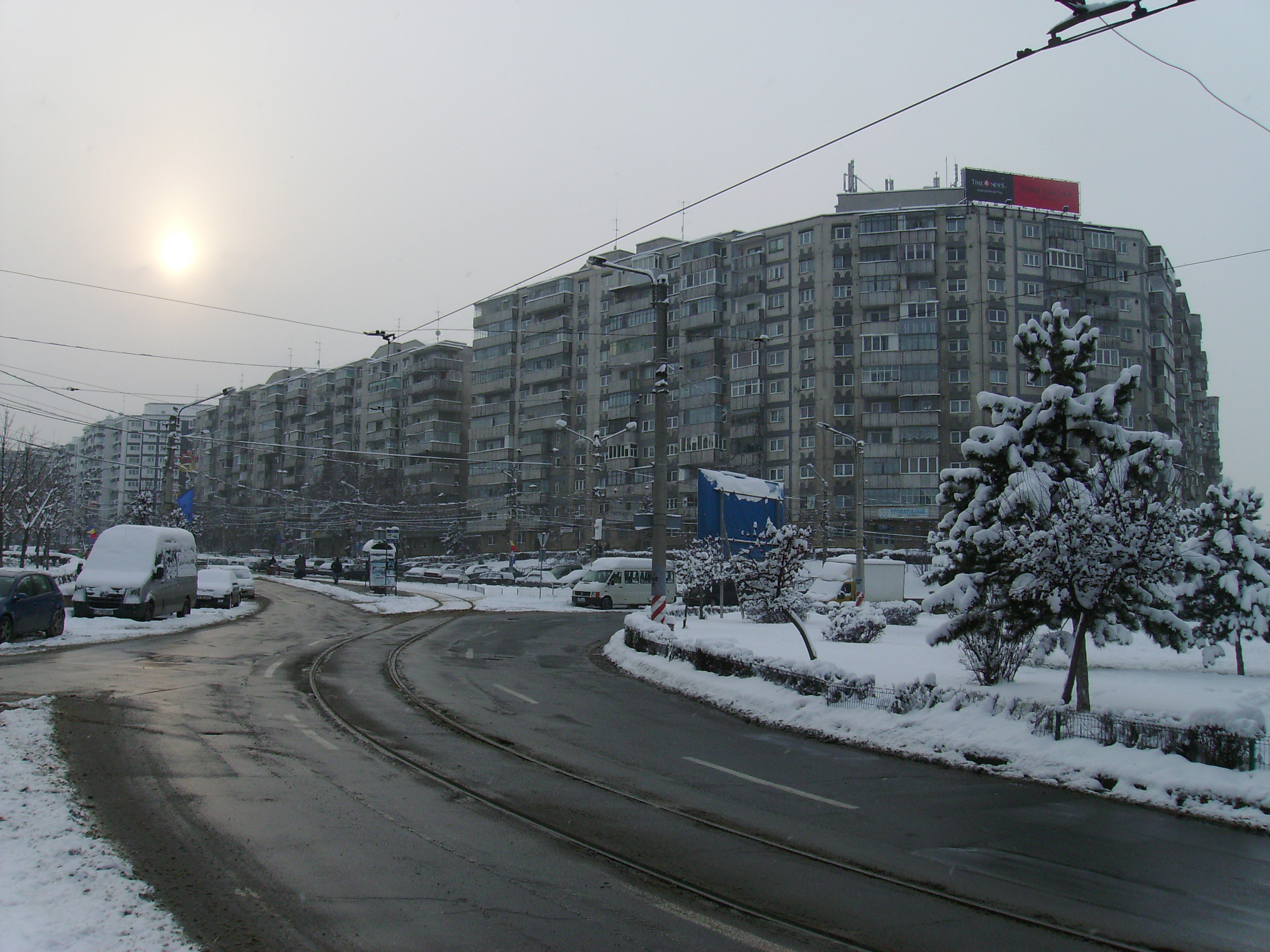
Bâtiments d'habitation